# وال-دیزر
وال-دیزر (به فرانسوی: Val-d'Isère) یک کمون و پیست اسکی در فرانسه است که در ناحیه اوورنی-رون-آلپ واقع شده‌است. وال-دیزر ۹۴٫۳۹ کیلومتر مربع مساحت و ۱٬۶۰۱ نفر جمعیت دارد و ۱٬۸۴۹ متر بالاتر از سطح دریا واقع شده‌است.
این منطقه که در پنج کیلومتری مرز فرانسه و ایتالیا قرار دارد به دلیل داشتن پیست‌های اسکی و برگزاری مسابقات اسکپی آلپاین بازی‌های المپیک زمستانی ۱۹۹۲ در آن شهرت دارد.

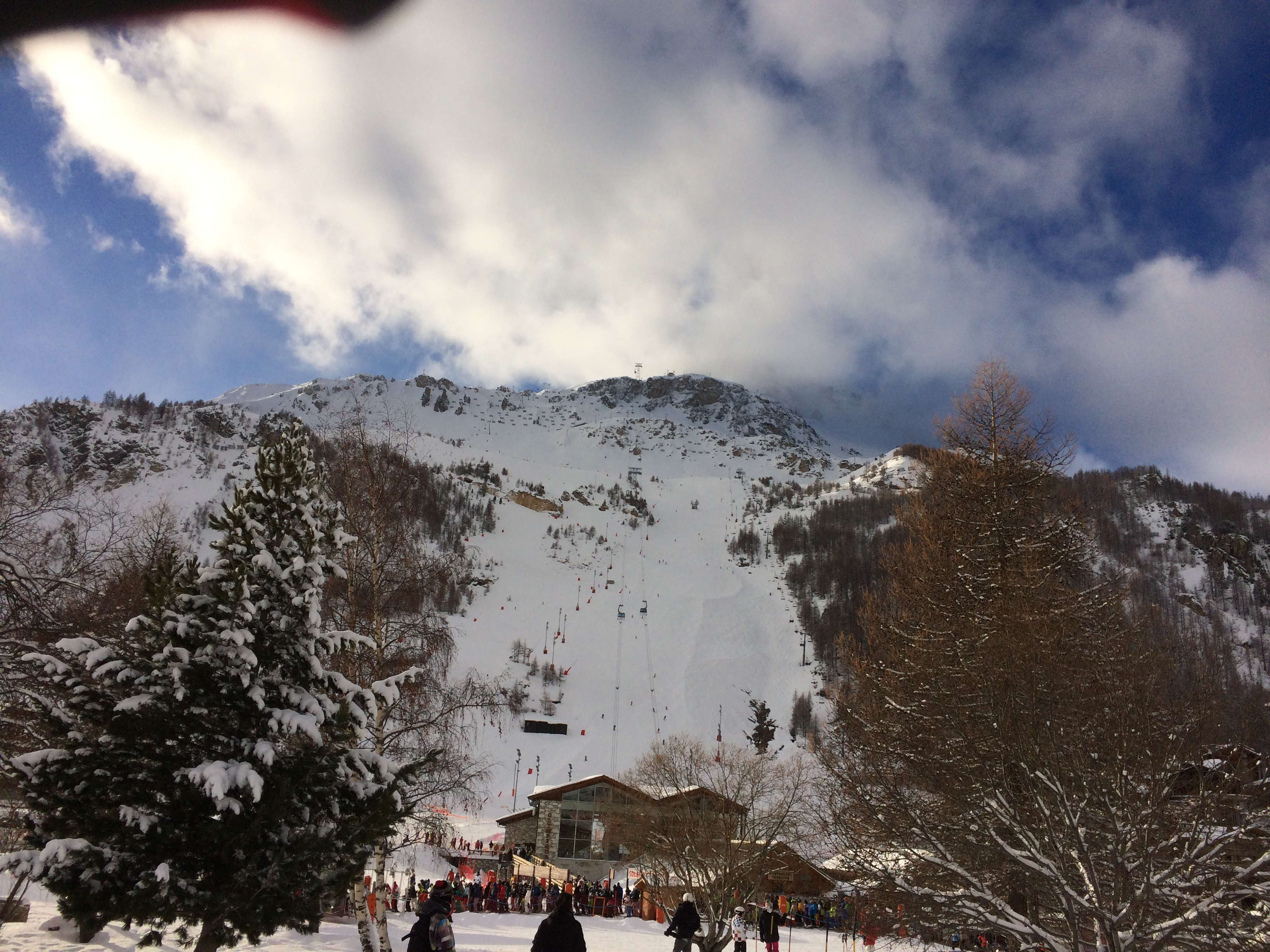
پیست اسکی و مسیر تله‌کابین وال-دیزر